# Narumonda III
Narumonda III is een bestuurslaag in het regentschap Toba Samosir van de provincie Noord-Sumatra, Indonesië. Narumonda III telt 438 inwoners (volkstelling 2010).